# Eucalyptus spathulata
Eucalyptus spathulata är en myrtenväxtart som beskrevs av William Jackson Hooker. Eucalyptus spathulata ingår i släktet Eucalyptus och familjen myrtenväxter. Inga underarter finns listade i Catalogue of Life.